# Uduba ida
Uduba ida is een spinnensoort uit de familie Udubidae. De soort komt voor in Madagaskar.